# Mon enfant de Berlin

Mon enfant de Berlin est un roman d'Anne Wiazemsky paru en 2009.
Ce roman retrace la rencontre de la mère et du père de l'auteur à Berlin après la fin de la Seconde Guerre mondiale.

## Résumé
Sa mère, Claire Mauriac (1917-1992) est la fille de l'écrivain français François Mauriac ; elle s'est engagée dans la Croix-Rouge en 1944. Au moment de la Libération de la France (été 1944), elle se trouve à Béziers, puis elle est envoyée sur le front dans la région de Belfort.
Après la capitulation de l'Allemagne, sa section est envoyée à Berlin et est affectée au Service des personnes déplacées, chargé de rapatrier les Français qui se trouvent dans la zone soviétique d'occupation. Un des officiers de ce service est Yvan Wiazemsky (1915-1962).
Celui-ci est un membre de la famille princière russe des Wiazemsky. Ses parents et lui ont quitté la Russie en 1919 et se sont réfugiés en France comme apatrides. Il a obtenu la nationalité française (devenant officiellement Jean Wiazemski) vers 1936. Mobilisé en 1939, il s'est retrouvé prisonnier en 1940 ; son camp de prisonniers de guerre a été libéré en 1945 par l'Armée Rouge ; il a alors fait partie d'un corps-franc soviétique, puis a été réintégré dans les troupes françaises à la capitulation.
Le mariage a lieu en juillet 1946 à Paris à la cathédrale orthodoxe Saint-Alexandre-Nevsky, puis ils retournent à Berlin où Anne naît en mai 1947.

## Structure narrative
Le texte à la troisième personne encadre de nombreux passages constitués par des extraits du journal de Claire ou par des lettres qu'elle adresse à sa famille.

## Éditions
Il a été publié par les éditions Gallimard  (ISBN 978-2-07-078409-7).
Il a été traduit en allemand sous le titre Mein Berliner Kind.